# Casa Camps (Figueres)
La Casa Camps és un edifici del municipi de Figueres (Alt Empordà) que forma part de l'Inventari del Patrimoni Arquitectònic de Catalunya.

## Descripció
És un edifici situat molt a prop de la Plaça de l'Ajuntament i per tant, en ple centre històric. És un edifici que es troba entre mitgeres, de planta baixa i tres pisos. La façana està ordenada horitzontalment en tres registres: el de la planta baixa amb quatre arcs escarsers, tres d'ells destinats a local comercial, i un d'entrada a l'habitatge; un segon registre configurat pels dos pisos intermedis (des de la balconada correguda del primer a la motllura que corona el segon), i el tercer registre, el de la part superior que s'acaba amb una cornisa de pedra estucada. L' edifici està cobert per terrassa. Horitzontalment la façana està organitzada en quatre obertures per planta; les de la planta baixa quatre grans portalades, i quatre balcons per pis.